# Onderzeese rug
Een onderzees gebergte of onderzeese rug is een verhoging van het aardoppervlak die (grotendeels) onder het wateroppervlak ligt. Over de hele wereld verspreid bestaat ongeveer 70.000 kilometer bergruggen over de zeebodem. De meeste van deze bergruggen zijn mid-oceanische ruggen, langgerekte, over grote afstand doorlopende vulkanische ruggen die gelegen zijn op plekken in oceanen waar tektonische platen bij elkaar vandaan bewegen. Een onderzeese rug kan ook uit rijen van seamounts bestaan; alleenstaande bergen (vaak van vulkanische oorsprong) die niet boven het water uitsteken, maar hoogten tot ruim 3000 meter boven de zeebodem kunnen bereiken.
Een deel van de onderzeese ruggen zijn machtige bergruggen, met name de mid-oceanische ruggen, die zijn ontstaan door platentektoniek langs divergente plaatgrenzen. Andere onderzeese ruggen zijn ontstaan langs divergente plaatgrenzen of door de beweging van een tektonische plaat over een hotspot. Bij zulke vulkanische massieven komen de toppen van de onderzeese rug soms boven water uit als eilandbogen. Sommige daarvan voeren door in gebergten op het vasteland, zoals de Aleoeten die doorlopen in het vasteland van Alaska. Langs een convergente plaatgrens ligt een onderzeese rug vaak naast een langgerekte depressie in de vorm van een oceanische trog.
Soms steekt de top van een mid-oceanische rug boven het water uit. Een goed voorbeeld hiervan is IJsland, waar de Mid-Atlantische Rug boven de zee uitstijgt. De reden is dat op deze plek niet alleen een divergente plaatgrens maar ook een hotspot ligt.
Onderzeese ruggen kunnen worden weergegeven op een bathymetrische kaart.

## Lijst van onderzeese ruggen

### Noordelijke IJszee
- Fletcherrug (tussen het Centraal-Arctisch Bekken in het noorden, het eiland Ellesmere in het oosten, het Canadees Bekken in het zuiden en de grens van de Canadese en Centraal-Arctische Bekkens in het westen)
- Gakkelrug (noordelijke voortzetting van de Noord-atlantische Rug; verdeeld het Euraziatische Bekken in het noordelijke Amundsenbekken en het zuidelijke Nansenbekken[1][2])
- Lomonosov-(Harris)-rug (tussen de noordpool en het Euraziatische Bekken in het noorden, Groenland in het oosten, het Centraal-Arctisch Bekken in het zuiden en de Nieuw-Siberische Eilanden in het westen)
- Oost-Siberische Rug (tussen de grens van het Canadese en het Centraal-Arctische Bekkens in het noorden, de ongeveer parallel verlopende Tsjoektsjenrug in het oosten, het Wrangel-eiland in het zuiden, de Oost-Siberische Zee in het zuidwesten en de Nieuw-Siberische Eilanden in het westen)
- Tsjoektsjenrug (tussen het Canadees Bekken in het noorden en oosten, de Tsjoektsjenzee in het zuiden, het Wrangel-eiland in het zuidwesten en de ongeveer parallel verlopende Oost-Siberische Rug in het westen)

### Atlantische Oceaan
- Atlantisch-Indische Rug (tussen de zuidelijke uitloper van het Kaapbekken en de Kaaprug in het noorden, het Agulhasbekken in het noordoosten, de Crozetrug in het oosten, het Atlantisch-Indische Zuidpoolbekken in het zuidoosten, zuiden en zuidwesten en de zuidelijke uitloper van de Zuid-Atlantische Rug in het westen en noordwesten)
- Azorenrug (tussen het Iberisch Bekken in het noorden, zuidwestelijk Portugal en zuidwestelijk Spanje in het oosten, Madeira in het zuiden, het Canarisch Bekken in het zuidwesten en de Noord-Atlantische Rug in het westen; aan de grens tussen de Azorenrug en Noord-Atlantische Rug bevinden zich de Azoren)
- Biskajerug (tussen het West-Europees Bekken in het noorden, noordwestelijk Spanje en noordelijk Portugal in het oosten, het Iberisch Bekken in het zuiden en de Noord-Atlantische Rug in het westen)
- Falklandrug (tussen het Argentijns Bekken in het noorden en haar zuidelijke uitlopers (waarachter zich de Zuid-Georgiërug aansluit) in het oosten, de Scotiarug in het zuiden en de Falklandeilanden in het westen)
- Faeröer-IJslandruggen (deze strekken zich uit ten noordwesten van de kop van IJsland, lopen door de Faeröer en ten zuidoosten van Schotland; tussen het Noors Bekken in het noordoosten, de Shetlandrug in het zuidoosten, het IJslandbekken in het zuidwesten en IJsland in het noordwesten)
- Guinearug (tussen het Guineabekken in het noordwesten en noorden, Sao Tomé en Principe in het noordoosten, het Angolabekken in het oosten en zuidoosten, Sint-Helena in het zuiden de Zuid-Atlantische Rug in het westen)
- IJsland-Jan-Mayenrug (een noordelijk deel van de Noord-Atlantische Rug; gelegen in de Noorse Zee tussen het Groenlandbekken in het noorden, Bereneiland in het noordoosten, het Lofoten- en Noors Bekken in het oosten en zuidoosten, de Jan-Mayen-Rug in het zuiden, IJsland in het zuidwesten en Straat Denemarken in het westen; op de rug ligt het eiland Jan Mayen)
- Jan-Mayenrug (tussen de IJsland-Jan-Mayenrug in het noorden, het Lofotenbekken in het noordoosten en oosten, het Noors Bekken in het zuiden en zuidwesten en Jan Mayen in het westen)
- Canarische Rug (verdeelt het Canarische Bekken in twee delen van ongelijke grootte; tussen de Noord-Atlantische Rug in het westen en de Canarische Eilanden en de Afrikaanse regio Westelijke Sahara in het oosten)
- Kaaprug (grens tussen de Atlantische en Indische Oceaan: tussen de Kaap de Goede Hoop in Zuid-Afrika in het noorden, het Agulhasbekken in het oosten, het Atlantisch-Indisch Zuidpoolbekken in het zuiden, de zuidelijke uitloper van de Zuid-Atlantische Rug in het zuidwesten en het Kaapbekken in het westen en noordwesten)
- Kaapverdische Rug (met de Kaapverdische Eilanden; tussen het Canarische Bekken in het noorden, de Afrikaanse landen Mauritanië en Senegal in het oosten, het Kaapverdisch Bekken in het zuiden en de Noord-Atlantische Rug in het westen)
- Liberiarug (tussen het Sierra-Leonebekken in het noordwesten, Liberia in het noordoosten, het Guineabekken in het oosten en het noordelijke deel van de Zuid-Atlantische Rug in het zuiden)
- Mid-Atlantische Rug (centrale rug in de Atlantische Oceaan, die deze oceaan in een westelijk en een oostelijk deel onderverdeeld; door de tot 7.730 meter diepe Romanchetrog wordt ze bij de Evenaar onderverdeeld in de Noord-Atlantische- en de Zuid-Atlantische Rug verdeeld)
- Noord-Atlantische Rug (het noorddeel van de Mid-Atlantische Rug; met Jan Mayen, IJsland en de Sint-Pieter-en-Sint-Paulusrotsen; tussen IJsland en Jan Mayen in het noorden, West-Europa en Noord-Afrika en de ervoor gelegen bekkens en onderzeese ruggen in het oosten, de Zuid-Atlantische Rug in het zuiden en Noord- en Midden-Amerika en het noordoostelijke deel van Zuid-Amerika en de ervoor gelegen bekkens en onderzeese ruggen in het westen)
- Pararug (tussen de zuidelijke uitloper van de Noord-Atlantische Rug in het noorden en oosten, het Braziliaans Bekken in het zuidoosten, Noordoost-Brazilië in het zuidwesten en het Guayanabekken in het noordwesten)
- Reykjanesrug (tussen IJsland in het noordoosten, het IJslandbekken in het oosten, de Noord-Atlantische Rug (waartoe de rug behoort) in het zuiden en het Labradorbekken in het westen)
- Rio Grande-rug (tussen het Braziliaans Bekken in het noorden, de Zuid-Atlantische Rug in het oosten, het Argentijns Bekken in het zuiden en Zuid-Amerika in het westen)
- Scotiarug (tussen de Falklandrug en een kleine zuidelijke uitloper (waaraan aan oostzijde de Zuid-Georgische Rug aansluit) van het Argentijns Bekken in het noorden, de Zuid-Sandwichtrog in het oosten, het Zuid-Antillenbekken in het zuiden, Vuurland in het zuiden van Zuid-Amerika in het westen en de Falklandeilanden in het noordwesten; op de rug ligt Zuid-Georgië)
- Sierra-Leonerug (tussen Guinee en Sierra Leone in het noordoosten, het Sierra-Leonebekken in het zuidoosten, de zuidelijke uitloper van de Noord-Atlantische Rug in het zuidwesten en het Kaapverdisch Bekken in het noordwesten)
- Zuid-Atlantische Rug (het zuidelijke deel van de Mid-Atlantische Rug; dit zuidelijke in west-oostrichting verlopende uiteinde wordt Atlantisch-Indische Rug genoemd; onderdeel hiervan vormen de eilanden Ascension, Tristan da Cunha, Gough en Bouvet; tussen Afrika en de ervoor gelegen bekkens en onderzeese ruggen in het noorden en oosten, het Atlantisch-Indische Zuidpoolbekken in het zuiden en Zuid-Amerika en de ervoor gelegen bekkens en onderzeese ruggen in het westen)
- Zuid-Georgische Rug (tussen het Argentijns Bekken in het noordwesten, de Zuid-Atlantische Rug in het noordoosten, de parallel verlopende Zuid-Sandwichrug in het zuidoosten en Zuid-Georgië in het zuidwesten)
- Zuid-Sandwichrug (tussen de parallel verlopende Zuid-Georgische Rug in het noordwesten, de Zuid-Atlantische Rug in het noordoosten, het Atlantisch-Indische Zuidpoolbekken in het zuidoosten en zuiden en de Zuid-Sandwicheilanden achter de tot 8.264 meter diepe Zuid-Sandwichtrog in het westen)
- Trindaderug (met de Braziliaanse eilanden Trindade en Martim Vaz; verdeelt het Braziliaans Bekken in twee ongelijk grote delen; tussen de Zuid-Atlantische Rug in het oosten en Zuid-Amerika in het westen)
- Walvisrug (tussen het Angolabekken in het noordwesten en noorden, Namibië in het noordoosten, het Kaapbekken in het oosten en zuidoosten en de Zuid-Atlantische Rug in het zuidwesten)

### Indische Oceaan
- Atlantisch-Indische Rug (zie onder Atlantische Oceaan)
- Bengaalse Rug (tussen de Golf van Bengalen in het noorden, het Keelingbekken in het oosten, het Noordwest-Australische Bekken in het zuidoosten, de K XVIII-rug in het zuiden en het Centraal-Indisch Bekken in het westen)
- Carlsbergrug (zie Noordwest-Indische Rug)
- Crozetrug (met de Crozet- en Prins Edwardeilanden; tussen het Madagaskarbekken in het noorden, het Zuidwest-Indisch Bekken in het noordoosten, het Atlantisch-Indisch Zuidpoolbekken in het zuiden, de grens tussen de beide laatstgenoemde bekkens in het oosten, het Agulhasbekken in het westen en het Natalbekken in het noordwesten)
- Kaaprug (zie onder Atlantische Oceaan)
- Kerguelen-Gaussbergrug (hierop liggen in het noordwestelijke deel de Kerguelen en ongeveer in het centrum het eiland Heard; tussen de Centraal-Indische Rug in het noorden, de Zuid-Indische Rug in het oosten, het Indisch-Zuidpoolbekken in het zuidoosten, de Antarctis in het zuiden, het Atlantisch-Indische Zuidpoolbekken in het westen, het Zuidwest-Indisch Bekken in het noordwesten en de grens tussen beide laatstgenoemde bekkens in het westen)
- K XVIII-rug (tussen het Noordwest-Australisch Bekken in het noorden en noordoosten, het Zuidoost-Indisch Bekken in het zuidoosten en zuiden, de grens tussen de beide laatst genoemde bekkens in het oosten, de Centraal-Indische Rug in het westen en het Centraal-Indisch Bekken in het noordwesten)
- Macquarierug (tussen het Zuid-Australisch Bekken in het noordwesten en noorden, de Tasmanrug in het oosten, der Antarctis in zuidoosten, het Indischen Zuidpoolbekken in zuiden en zuidwesten en de Zuid-Indische Rug in het westen)
- Mascarenenrug (met de Mascarenen in het noordoostelijke uiteinde van de Seychellen; tussen het Somalibekken in het noorden, de Centraal-Indische Rug in het oosten, het Madagaskarbekken in het zuiden en het Mascarenenbekken in het westen)
- Noordwest-Indische Rug (ook Carlsbergrug genoemd; tussen Socotra in het noordwesten, het Arabisch Bekken in het noordoosten en oosten, de Centraal-Indische Rug in het zuiden en het Somalibekken in het westen)
- Zuid-Indische Rug (tussen het Zuidoost-Indisch Bekken in het noorden, het Zuid-Australisch Bekken in het noordoosten, de Macquarierug in het oosten, het Indisch Zuidpoolbekken in het zuidoosten en zuiden, de Kerguelen-Gaussberg-rug in het zuidwesten en de Centraal-Indische Rug in het noordwesten)
- Tasmanrug (de grens tussen de Indische en Grote Oceaan; tussen Tasmanië in het noorden, het Oost-Australisch Bekken in het noordoosten, de Antarctis in het zuiden, de Macquarierug in het zuidwesten en westen en het Zuid-Australisch Bekken in het noordwesten)
- Chagosrug (met de Laccadiven, Maldiven en de Chagosarchipel; tussen de westkust van India in het noordoosten, het Centraal-Indisch Bekken in het oosten, de Centraal-Indische Rug in het zuiden en het Arabisch Bekken in het westen)
- Centraal-Indische Rug (met de eilanden Nieuw-Amsterdam en Saint-Paul; tussen de Chagosarchipel aan de grens tussen de Noordwest-Indische Rug en de Chagosrug in het noorden, het Centraal-Indisch Bekken in het oosten, de Zuid-Indische Rug in het zuidoosten, de Kerguelen-Gaussbergrug in het zuiden, het Zuidwest-Indisch Bekken in het zuidwesten, het Madagaskarbekken en de Mascarenenrug met de Mascarenen in het westen en het Somalibekken in het noordwesten)

### Grote Oceaan
- Fanningrug (met het atol Palmyra, Tabuaeran (Fanning) en Kiritimati; tussen het Noord-Pacifisch Bekken in het noorden, westen en zuidwesten en het Centraal-Pacifisch Bekken in het oosten, zuidoosten en zuiden)
- Fijirug (met Fiji; tussen Fiji in het noorden, de Kermadec-Tongarug in het oosten en zuiden en het Fijibekken in het zuidwesten en westen)
- Galapagosrug (met de Galapagoseilanden; tussen het Centraal-Pacifisch Bekken in het noordwesten en westen, Panama in het noordoosten, de noordwestelijke kust van Zuid-Amerika in het oosten, het Perubekken in het zuiden en de Oost-Pacifische Rug in het zuidwesten)
- Hawaïrug (met de Hawaïaanse en Midway-eilanden; binnen het Noord-Pacifisch Bekken en ten zuidoosten van de Noordwest-Pacifische Rug)
- Imperatorrug (zie Noordwest-Pacifische Rug)
- Hunterrug (verdeeld het Fijibekken in het Noord- en Zuid-Fijibekken; tussen Nieuw-Caledonië in het westen en Fiji in het oosten)
- Juan-Fernández-rug (met de Juan Fernández-archipel en San Felix; tussen het Chilibekken in het noorden, de tot 8.064 meter diepe Peru-Chilitrog (Atacamatrog) voor de kust van Zuid-Amerika in het oosten, de oostelijke uitloper van de Oosterrug in het zuiden en het Perubekken in het westen en noordwesten)
- Juan-de-Fucarug (ten westen van Vancouvereiland)
- Kermadec-Tongarug (met de Kermadec en Tonga; tussen de uiterste zuidwestelijke uitlopers van het Noord-Pacifisch Bekken in het noorden, het Zuid-Pacifisch Bekken achter de tot 10.047 meter diepe Kermadectrog en de tot 10.882 meter diepe Tongatrog in het oosten, het Noordereiland van Nieuw-Zeeland in het zuiden, het Fijibekken in het zuidwesten en de Fijirug in het westen)
- Marcus-Necker-rug (met de eilanden Minami-Torishima (Marcus), Necker en Wake; tussen het Noord-Pacifisch Bekken in het noorden en oosten, het Marianenbekken in het zuiden en de Marianentrog in het westen)
- Nazcarug (ook West-Chileense Rug genoemd; met de Desventuradaseilanden; tussen het Perubekken in het westen en noordwesten, de Perutrog in het noorden en het Chilibekken in het oosten en zuiden)
- Nieuw-Guinearug (gelegen ten zuiden van de Vogelkop van Nieuw-Guinea; het verdeelt het Carolinenbekken in twee ongelijk grote delen; tussen de Carolinen in het noorden en Nieuw-Guinea in het zuiden)
- Nieuwe-Hebridenrug (met Vanuatu en de Santa-Cruz-eilanden; tussen de zuidwestelijke uitlopers van het Noord-Pacifisch Bekken in het noorden, het Fijibekken in het oosten, het Nieuwe-Hebridenbekken in het zuiden en zuidwesten en de Salomonseilanden in het noordwesten)
- Nieuw-Caledonische Rug (met het eiland Norfolk; tussen Nieuw-Caledonië in het noorden, het Fijibekken in het oosten, het Noordereiland van Nieuw-Zeeland in het zuidoosten en de parallel verlopende Nieuw-Zeelandrug in het westen; het zuidelijke deel van deze rug, die ligt tussen het eiland Norfolk en het Noordereiland van Nieuw-Zeeland, wordt Norfolkrug genoemd)
- Nieuw-Zeelandrug (tussen het Koralenbekken in het noordwesten, de parallel verlopende Nieuw-Caledonische Rug in het oosten, het Zuidereiland van Nieuw-Zeeland in het zuidoosten en het Oost-Australisch Bekken in het zuidwesten en westen)
- Noordwest-Pacifische Rug (ook Imperatorrug genoemd; tussen de Aleoeten achter de tot 7.678 meter diepe Aleoetentrog in het noorden, het Noord-Pacifisch Bekken in het oosten, de Hawaïrug in het zuidoosten, de Marcus-Necker-rug in het zuiden en het Noordwest-Pacifisch Bekken in het westen)
- Norfolkrug (der Zuidteil der Neukaledonischen Rug - zie dort)
- Oost-Pacifische Rug (tussen de Galapagosrug in het noordoosten, het Perubekken in het oosten, de Oosterrug in het zuidoosten, het Zuid-Pacifischen Bekken in het westen en het Centraal-Pacifisch Bekken in het noordwesten)
- Zuid-Honshu-rug (met de Izu-eilanden; tussen het Japanse eiland Honshu in het noorden, het Noordwest-Pacifisch Bekken achter de tot 10.554 meter diepe Japantrog in het oosten en het Filipijnenbekken in het zuiden, zuidwesten en westen)
- Pacifisch-Antarctische Rug (tussen het Zuid-Pacifisch Bekken in het noordwesten en noorden, de Oost-Pacifische Rug in het noordoosten, het Pacifisch Zuidpoolbekken in het zuidoosten en zuiden en de Antarctis in het zuidwesten)
- Tasmanrug (zie onder het kopje 'Indische Oceaan')
- West-Chileense Rug (zie Nazcarug)

### Zuidelijke Oceaan
In de Zuidelijke Oceaan (de wateren ten zuiden van de 60e zuiderbreedtegraad) liggen een aantal uitlopers van onderzeese ruggen uit de Atlantische, Indische en Grote Oceaan:
- Kerguelen-Gaussberg-rug (zuidoostelijke uitloper; zie onder het kopje 'Indische Oceaan')
- Zuid-Pacifische Rug (zuidwestelijke deel; zie onder het kopje 'Grote Oceaan)

## Voetnoten
1. ↑  Haack Atlas Weltmeer. VEB Hermann Haack Geographisch-Kartographische Anstalt Gotha 1989, S. 10
2. ↑  Alfred-Wegener-Institut zur Amore-Expedition